# Fibigia suffruticosa
Fibigia suffruticosa är en korsblommig växtart som först beskrevs av Étienne Pierre Ventenat, och fick sitt nu gällande namn av Robert Sweet. Fibigia suffruticosa ingår i släktet Fibigia och familjen korsblommiga växter. Inga underarter finns listade i Catalogue of Life.